# Юрий Суслопаров
Юрий Суслопаров (на руски: Юрий Суслопаров) е съветски и руски футболист и треньор. Майстор на спорта от международна класа (1980).

## Кариера
Започва да играе футбол, участвайки в турнирите „Кожена топка“. На 11 години той се записва в школата на Металист Харков. През 1976 г. се присъединява към Металист, но с пристигането на нов треньор в отбора, Суслопаров се оказва ненужен. Той влиза в инженерен колеж, решавайки да спре с футбола, но Азаров го убеждава да се върне.
На турнира в Куйбишев, Суспопаров е забелязана от треньорите на Лвовския Карпати, след известно време те го взимат в отбора.
През 1981 г., след успешен младежки европейски шампионат, където националният отбор на СССР става шампион, а Суспопаров вкарва решаващ гол, той преминава в Торпедо Москва.
През 1986 г. се премества в столицата за да играе за Спартак Москва. С тях, два пъти става шампион на СССР. В средата на 1989 г. той трябва да се премести в Англия, но се съгласява да остане в Спартак до края на сезона. Разкъсва връзки, след което той почти приключва с футбола.
За националния отбор на СССР има 7 мача през 1981 г. и 1982 г., участва в Световната купа в Испания, където изиграва един мач срещу бразилците.
През 2002 г. в продължение на няколко месеца ръководи Бангладешкия отбор Абахани от Дака, с който печели златните медали на шампионата.
През 2000-те той играе в турнира за ветерани „Незначителни звезди“. Заедно с това, Суслопаров, поради липсата на работа, трябва да работи като таксиметров шофьор, охранител, товарач.
Умира на 28 май 2012 г. в село Павловская Слобода, в района на Москва – загива при пожар в каравана.

## Отличия

### Отборни
Спартак Москва
- Съветска Висша лига: 1987, 1989